# Schooltelevisie (Vlaanderen)
Schooltelevisie was de benaming van de educatieve uitzendingen op de Vlaamse openbare omroep, bedoeld voor het lager en middelbaar onderwijs.  Deze programma's waren te zien van 1962 tot 1996.

## Geschiedenis
Het NIR, de voorloper van de huidige Vlaamse openbare omroep, startte al in 1931 met educatieve uitzendingen in Vlaanderen onder de vorm van schoolradio.
In 1962 startte de toenmalige BRT met schooltelevisie: een educatief programma-aanbod over wetenschap en wereldoriëntatie.  Deze programma's werden in de loop van de dag uitgezonden, in tegenstelling tot de gewone tv-programma's die enkel 's avonds werden uitgezonden.  Dit liet de schoolgaande jeugd toe om de uitzendingen rechtstreeks in de klas te kunnen bekijken.  Omwille daarvan werden deze programma's ook regelmatig heruitgezonden.
In de periode 1962-1992 produceerde de dienst Schooltelevisie zo'n 263 programma's voor het secundair onderwijs.
De schooluitzendingen waren vier decennia lang te zien en verdwenen pas in 1996 van het scherm.

## Huidig aanbod: EDUbox, KLAAR, Archief voor Onderwijs
Alhoewel de schooluitzendingen in 1996 gestopt zijn blijft vorming en educatie een van de belangrijke opdrachten van de VRT.  Sinds 2016 is er weer een nauwere samenwerking met het onderwijs: met initiatieven zoals EDUbox, KLAAR en #STEMhelden biedt de VRT via diverse digitale kanalen educatieve programma's als lesmateriaal aan. Veruit de belangrijkste weg waarlangs VRT-programma's leerlingen en leerkrachten bereiken is het online platform 'Archief voor Onderwijs' van Meemoo. Meer dan 150.000 leerlingen en leerkrachten hebben een account op dit platform, waarlangs vooral materiaal uit het radio- en televisiearchief van de VRT kan worden opgezocht en bekeken of beluisterd.
Tijdens de coronacrisis in 2020 zond de VRT tijdelijk weer educatieve programma's voor het afstandsonderwijs uit via de lineaire zenders Eén, Canvas en Ketnet.